# Cooper's Creek
Cooper's Creek (eller Cooper Creek, også kendt som Barcoo River) er en af de mest kendte, men samtidig mindst besøgte floder i Australien.
Cooper Creek er en indlandsflod i det indre af Australien, hvor den gennemstrømmer dele af delstaten Queensland og fortsætter mod Lake Eyre i South Australia. I de fleste år absorberes floden af undergrunden eller fordeles i kanaler og permanente vandhuller. I vandrige år strækker flodløbet sig helt til søen Lake Eyre. Hovedparten af det område, som Cooper Creek gennemstrømmer, anvendes som græsningsarealer for kvæg og får.
De to kendte udforskere af Australien, Burke og Wills (Robert O'Hara Burke og William John Wills), omkom under deres ekspedition i 1860-61 i området omkring Cooper Creek.
- Wikimedia Commons har flere filer relateret til Cooper's Creek

28°23′S 137°41′Ø / 28.38°S 137.68°Ø